# Верхюлст, Майкен
Мария Бессемерс (нидерл. Maria Bessemeers), известная как Майкен Верхюлст (нидерл. Mayken Verhulst; ок. 1518, Мехелен — 1600, там же) — фламандская художница-миниатюристка, вторая жена Питера Кука ван Альста Старшего, тёща Питера Брейгеля Старшего.

## Биография
Мария Бессемерс родилась в Мехелене около 1518 или 1520 года. Её родителями были малоизвестный художник Петер Верхюлст Бессемерс (Peeter Verhulst Bessemeers; 1492—1553) и Маргрит Дансерме (Margriet Dancerme; 1493—1545).
Около 1535 или 1537 года Майкен вышла замуж за художника Питера Кука ван дер Алста, жившего в то время в Антверпене. (Сёстры Майкен также были замужем за художниками: Лисбет — за Хубрехтом Гольциусом, а Барбара — за Якобом де Пюндером.) У них было трое детей: Паул, впоследствии ставший художником, Катерина и Мария, которую также называли Майкен.
В 1550 году Кук ван Алст умер. Овдовев, Майкен поселилась в Брюсселе. В 1563 году к её дочери Марии посватался Питер Брейгель, и Майкен поставила условие, чтобы будущий зять переселился из Антверпена в Брюссель. Став тёщей Питера Брейгеля Старшего, она передала своё мастерство молодому поколению Брейгелей.
Майкен Верхюлст умерла в 1600 году (в ряде источников указывается 1599 год); известно, что её похороны состоялись в Мехелене в апреле.

## Творчество и влияние
При жизни Майкен Верхюлст пользовалась известностью, в первую очередь как художница-миниатюристка. В 1567 году Лодовико Гвиччардини писал о ней как об одной из крупнейших художниц Нидерландов, наряду с Левиной Теерлинк, Катериной ван Хемессен и другими. Вместе с тем не известно ни одной работы, подписанной именем Майкен Верхюлст. Некоторые исследователи отождествляют её с так называемым Брауншвейгским монограммистом.

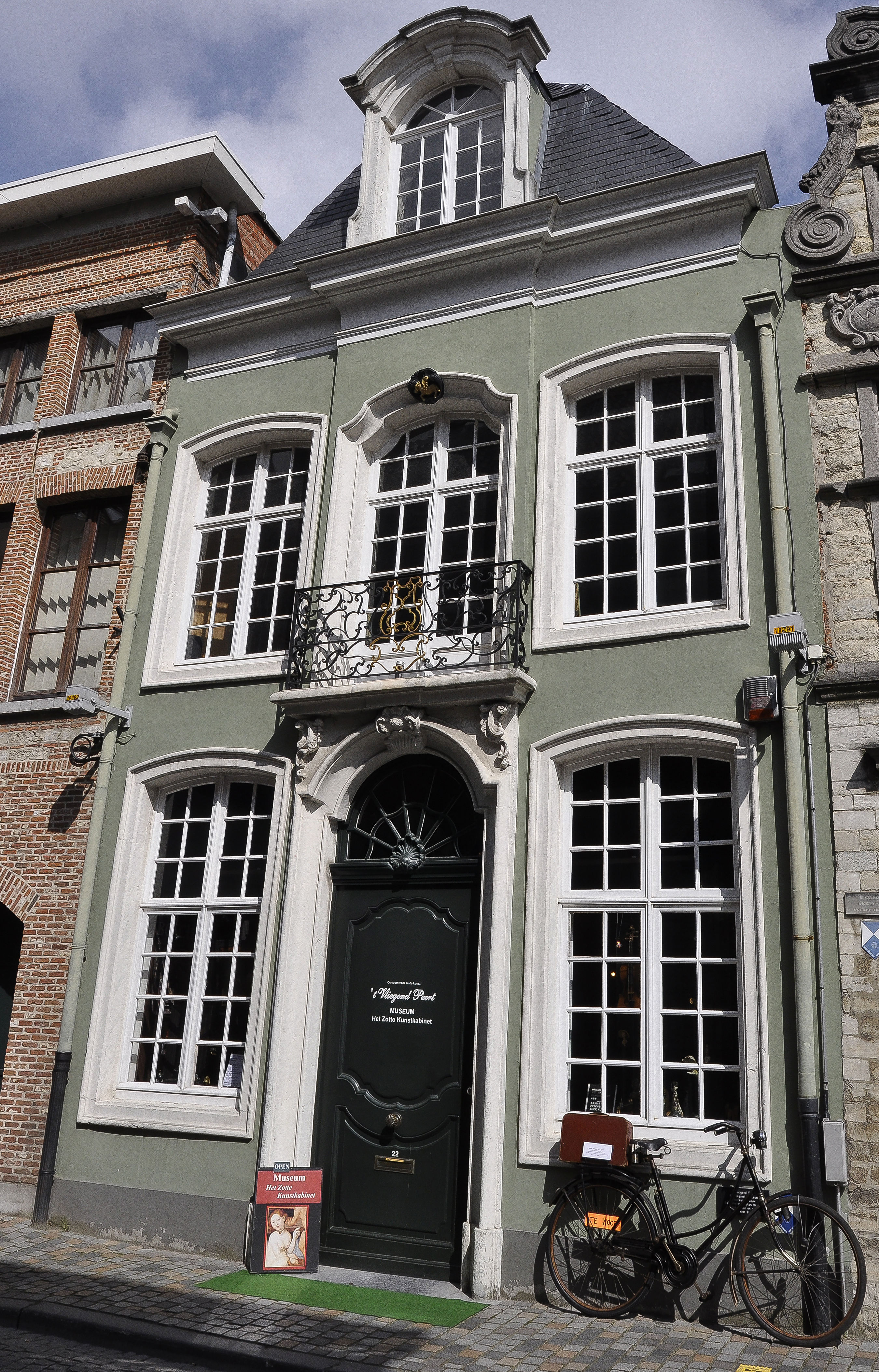
't Vliegend Peert — дом Майкен Верхюлст в Мехелене

Предполагается, однако, что при жизни ван Алста Майкен принимала активное участие в его деятельности. Кроме того, известно, что после смерти мужа она продолжила его дело, в частности, вела его мастерскую. Она также издала в виде ксилографий серию рисунков ван Алста «Жизнь и нравы турок», созданную им после посещения Константинополя в 1533 году. Кроме того, она руководила переизданиями трудов итальянского архитектора Себастьяно Серлио, перевод которых на нидерландский и на другие европейские языки осуществил ван Алст.
В цюрихском Кунстхаусе хранится двойной портрет, созданный неизвестным художником около 1550 года. Принято считать, что на нём изображены Питер Кук ван Алст и Майкен Верхюлст; выдвигались предположения, что автором портрета могла быть сама Майкен.
Большинством исследователей признаётся, что Майкен Верхюлст оказала влияние на творчество как Питера Брейгеля Старшего, так и его сыновей. Так, биограф Брейгеля Анри-Клод Роке предполагает, что Майкен могла передать ему «технику миниатюры и технику живописи темперой по льняному холсту». Карел ван Мандер в своей «Книге о художниках» пишет о Майкен Верхюлст, что она учила своего внука, Яна Брейгеля Старшего, рисовать акварелью. Вероятно, она также обучала и его брата, Питера Брейгеля Младшего. После смерти зятя, а затем и дочери, она перевезла внуков в Антверпен, занималась их воспитанием и, по всей видимости, была их наставницей в искусстве.
В Мехелене сохранился дом Майкен Верхюлст, известный как 't Vliegend Peert. В настоящее время в нём находится художественный музей Het Zotte Kunstkabinet, в котором экспонируются картины художников XVI века, в том числе Питера Брейгеля Младшего, Ханса Бальдунга, Яна Массейса и др.